# Dupontia
Dupontia là một chi thực vật có hoa trong họ Hòa thảo (Poaceae).

## Loài
Chi Dupontia gồm các loài: